# HMS Agamemnon (1781)
Vous lisez un « bon article » labellisé en 2016.
Pour les autres navires du même nom, voir HMS Agamemnon.
Le HMS Agamemnon, surnommé Eggs-and-Bacon (« Œufs-et-Bacon »), est un navire de ligne de 3e rang de classe Ardent possédant 64 canons. Appartenant à la Royal Navy, il participe à la guerre d'indépendance des États-Unis, aux guerres de la Révolution française et aux guerres napoléoniennes. C'était le navire favori d'Horatio Nelson. Nommé d'après le héros grec Agamemnon, il est le premier navire de la Royal Navy à porter ce nom. 
Horatio Nelson, futur Lord Nelson, sert en tant que capitaine trois années et trois mois sur l'Agamemnon à partir de janvier 1793. Le navire est alors notamment actif en Méditerranée. Après le départ de Nelson, il est impliqué dans les mutineries de Spithead et du Nore en 1797, puis il est présent lors de la première bataille de Copenhague en 1801, bien qu'il s'échoue avant de pouvoir participer aux combats. Malgré le penchant de Nelson pour ce navire, il nécessite des réparations régulières et aurait probablement été démoli en 1802 si la guerre avec la France n'avait pas recommencé. Le navire participe à la bataille de Trafalgar en 1805 dans l'escadre de Nelson et parvient à capturer le navire espagnol de 1er rang Santísima Trinidad. Par la suite, l'Agamemnon sert dans les eaux d'Amérique du Sud au large du Brésil. Sa faible condition contribue à sa destruction après son échouement, lors d'une tempête, en juin 1809 sur un écueil dans l'embouchure du río de la Plata. Aucun mort n'est à déclarer et la plupart des provisions du navire sont sauvées, mais l'état du bâtiment rend sa récupération impossible. Son capitaine est dégagé de toute responsabilité de cette perte grâce à des documents détaillant les défauts du navire. L'épave de l'Agamemnon est localisée en 1993 dans la baie de Maldonado et plusieurs objets sont alors récupérés, dont un de ses canons.

## Construction et description
L'Agamemnon est commandé le 5 février 1777 auprès d'Henry Adams à son chantier naval privé de Buckler's Hard sur la rivière Beaulieu. Il est construit sur les plans de la classe Ardent conçue par Thomas Slade. Sa quille est posée en mai 1777 et il est construit avec du bois provenant de la New Forest proche. Le coût total de construction est d'un peu plus de 38 303 £. Il est mis en service le 28 mars 1781 par le capitaine Benjamin Caldwell et est lancé le 10 avril.
Une peinture du lancement de l'Agamemnon par Harold Wyllie montre un ciel bleu avec des dizaines de spectateurs, tandis que le Hampshire Chronicle décrit la journée comme étant venteuse avec de fortes pluies, ainsi qu'avec peu de spectateurs présents.

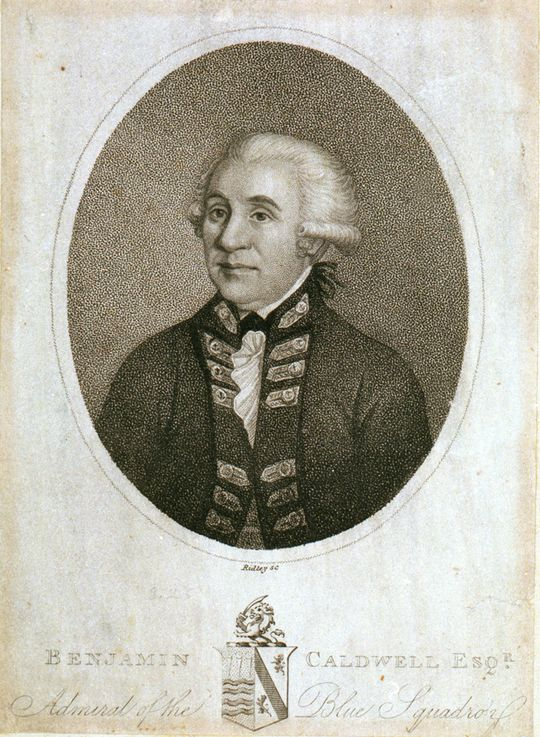
Gravure de Benjamin Caldwell, premier commandant de l'Agamemnon et futur amiral.

Le navire est nommé d'après le héros grec Agamemnon, roi de Mycènes et figure importante dans la mythologie grecque qui a participé à la guerre de Troie. Il est le premier navire de la Royal Navy à porter ce nom. Horatio Nelson le considérait comme son navire favori après son passage et son équipage surnomme l'Agamemnon affectueusement Eggs-and-Bacon (« Œufs-et-Bacon ») dont la sonorité est proche. Selon un article paru dans The Gentleman's Magazine, son équipage le renomme ainsi parce qu'il n'apprécie pas forcément les noms classiques en vogue dans l'Amirauté au cours de cette période. Pour la même raison, les équipages du Bellerophon et du Polyphemus ont aussi renommé leur navire, respectivement Billy Ruffian et Polly Infamous par exemple.
La coque fait 49 m de long et 13,5 m de large, avec un tirant d'eau de 6 m. Son armement est composé d'un total de 64 canons, dont 26 pièces de 24 livres dans la batterie basse (lower deck), 26 de 18 livres dans la batterie haute (upper deck), 10 de 4 livres dans la batterie de poupe (quarterdeck) et deux de 9 livres sur les gaillards (forecastle) à la proue. À ces canons, s'ajoutent deux caronades de 32 livres et 6 caronades de 18 livres. Le navire et son artillerie nécessitent un équipage de 500 hommes, officiers compris. En 1794, l'armement évolue et la batterie de poupe est changée pour 10 canons de 9 livres, les gaillards reçoivent en plus deux canons de caronade de 24 livres et six canons de caronade de 18 livres sont installés au-dessus de la proue  (roundhouse).

## Guerre d'indépendance des États-Unis
En novembre 1781, l'Amirauté reçoit des renseignements qu'un grand convoi se prépare à appareiller de Brest sous le commandement de l'amiral Luc Urbain du Bouëxic de Guichen. Le convoi est composé de navires de transport chargés de fournitures navales à destination des Antilles et de la flotte française des Indes orientales. L'Agamemnon fait partie d'une escadre de dix-huit navires, dont onze sont montés de 64 canons ou plus. Celle-ci est commandée par l'amiral Richard Kempenfelt depuis son navire amiral, le HMS Victory. Kempenfelt reçoit l'ordre d'intercepter le convoi, ce qu'il fait dans l'après-midi du 12 décembre dans le golfe de Gascogne, à environ 241 kilomètres au sud-ouest d'Ouessant. Avec l'escorte de la marine française « sous le vent » du convoi, Kempenfelt attaque immédiatement et parvient à capturer quinze navires de transport avant la tombée de la nuit. Le reste du convoi se disperse, certains navires retournant à Brest et seulement cinq atteignent les Antilles,.
Au début de l'année 1782, l'Agamemnon navigue aux Antilles dans l'escadre de l'amiral George Brydges Rodney, avec le contre-amiral Samuel Hood comme commandant en second. Le 9 avril, la bataille des Saintes commence par une escarmouche indécise, dans laquelle les navires de l'avant-garde commandée par Hood sont gravement endommagés et forcés de se retirer pour effectuer des réparations. Le 12 avril, l'Agamemnon prend part à la seconde partie de la bataille. Deux lieutenants et quatorze membres d'équipage sont tués, tandis que vingt-deux autres membres d'équipage sont blessés.
Après la signature du traité de Versailles qui met fin à la guerre d'indépendance des États-Unis, l'Agamemnon quitte les Antilles pour Chatham où son équipage est libéré. Le navire est amarré le 29 octobre 1783 pour des réparations et le remplacement de son doublage en cuivre. Il quitte ensuite le chantier naval le 4 juin 1784 pour intégrer la réserve navale.

## Guerres de la Révolution française

### Prise de commandement de Nelson

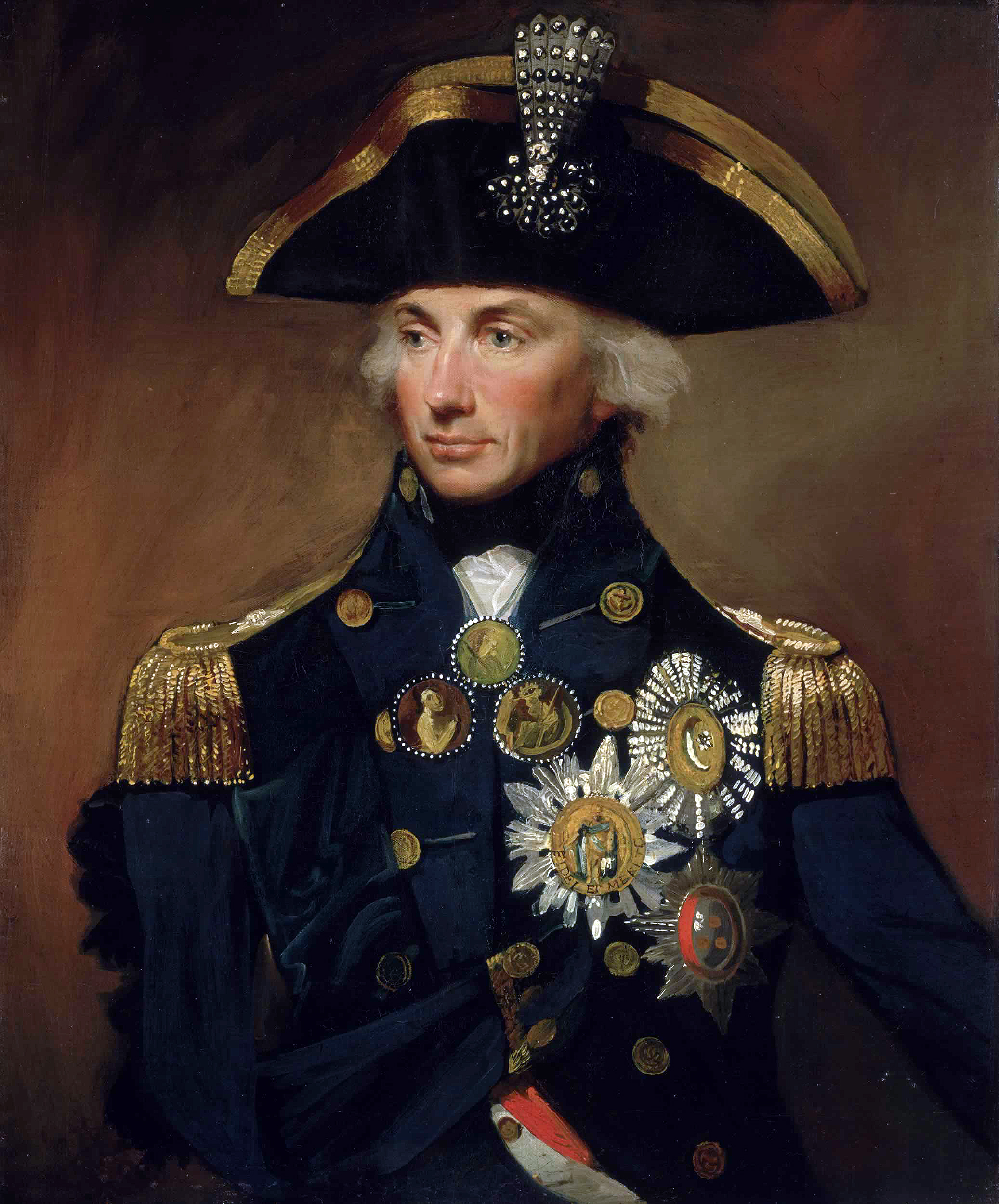
Portrait d'Horatio Nelson en vice-amiral par Lemuel Francis Abbott.

En prévision de la participation britannique dans les guerres de la Révolution française après l'exécution du roi Louis XVI, l'Agamemnon est remis en service le 31 janvier 1793 et placé sous le commandement du capitaine Horatio Nelson. Après approvisionnement, le navire rejoint la flotte à l'ancre dans le Nore, et effectue des patrouilles dans la Manche. En escortant vers Gibraltar un convoi marchand, l'Agamemnon participe à la poursuite du brick français Vaneau, finalement capturé par le Colossus dans le golfe de Gascogne. Après avoir escorté le convoi à l'abri d'éventuelles attaques françaises, le navire regagne, avec la  Mediterranean Fleet (« flotte de la Méditerranée ») du vice-amiral Samuel Hood, Cadix, qu'il atteint le 17 juin 1793. 

### Toulon
La flotte britannique reprend la mer le 22 juin et, après avoir croisé au large des côtes orientales de l'Espagne, gagne Toulon, qu'elle atteint le 16 juillet, pour en faire le blocus. Le 27 août, la ville de Toulon déclare son allégeance à la cause royaliste de la maison de Bourbon et la flotte de Hood prend le contrôle de l'arsenal et des trente navires de ligne français qui sont à quai. Dès le 26 août, l'Agamemnon est envoyé à Naples, qu'il atteint le 10 septembre, pour demander au roi Ferdinand IV des renforts pour sécuriser la ville. Le roi accepte de fournir 4 000 hommes. L'Agamemnon quitte la rade de Naples le 22 septembre 1793, pour poursuivre deux frégates françaises qui se réfugient après une poursuite de deux jours à l'abri du fort de Cagliari. Après avoir échangé quelques boulets à la tombée du jour, les frégates profitent de l'obscurité pour s'enfuir, laissant Nelson contrôler les navires de commerces présents dans le port et s'emparer de l'un d'entre eux.
L'Agamemnon rejoint la flotte de Hood et débarque à Toulon un certain nombre de marins atteints du scorbut, réduisant l'équipage à 350 hommes environ. Il est cependant envoyé à Livourne s'assurer que les navires français n'y portent pas atteinte à la neutralité du port et regagne début octobre les côtes de la Provence. Le 9 octobre, accompagné de la frégate Nemesis, le vaisseau fait voile vers le sud-est de la Sardaigne, où il doit retrouver la division du commodore Robert Linzee qui commande l'Alcide. Une fois la jonction effectuée, les navires britanniques font voile vers Tunis, qu'ils atteignent le 1er novembre, avec pour objectif de contraindre le Bey à leur livrer un convoi de blé français protégé par le vaisseau le Duquesne. Devant le refus des autorités tunisiennes, les Anglais mettent en place un blocus du port, sans résultats. L'Agamemnon est bientôt rappelé à Toulon avec la frégate Lowestoffe par l'amiral Hood.
Lorsque les armées révolutionnaires, dont l'artillerie est commandée par le jeune Napoléon Bonaparte, s'emparent des hauteurs de Toulon, la flotte britannique est contrainte de quitter la rade, incendiant les installations portuaires et emmenant avec elle un grand nombre de vaisseaux prisonniers.

### Corse
En avril et mai 1794, les marins de l'Agamemnon, commandés par Nelson, participent à la capture de la ville corse de Bastia. La reddition des Français a lieu le 21 mai après un siège de quarante jours. Par la suite, l'Agamemnon est contraint de rejoindre Gibraltar pour y subir des réparations d'urgence, le navire étant devenu très usé après seulement seize mois en mer malgré une refonte assez importante juste avant sa remise en service. À la fin de ces réparations, l'Agamemnon retourne en Corse et s'ancre vers Calvi le 18 juin. Après l'arrivée de Hood avec des navires supplémentaires, l'Agamemnon contribue avec ses hommes et ses canons au siège de 51 jours de la ville. Nelson perd la vue de son œil droit dans les combats. La ville se rend le 10 août, l'Agamemnon ayant perdu six hommes dans l'engagement. Peu de temps après, les Corses se déclarent sujets de Sa Majesté le roi George III.

### Bataille de Gênes
La Mediterranean Fleet, désormais commandée par le vice-amiral William Hotham qui avait remplacé Hood en décembre 1794, participe à la bataille de Gênes. Une flotte française comprenant quinze vaisseaux de ligne est aperçue le 10 mars 1795 et trois jours plus tard, les Français n'attaquant pas, Hotham ordonne une chasse générale. Le navire français Ça Ira est démâté quand il percute l'un des autres navires de la flotte française, le Victoire. Cela permet à l'HMS Inconstant de le rattraper et de l'attaquer. L'Agamemnon et le Captain viennent prêter main-forte et tirent sur le Ça Ira jusqu'à l'arrivée de plusieurs navires français qui conduisent Hotham à ordonner la retraite des navires britanniques. Néanmoins, le Ça Ira est capturé le lendemain par le Captain et le Bedford avec le Censeur qui le remorquait,.

### Bataille des îles d'Hyères
Le 7 juillet 1795, en compagnie d'une petite escadre de frégates, l'Agamemnon est pris en chasse par une flotte française de 22 vaisseaux de ligne et six frégates. En raison de vents défavorables, l'amiral Hotham est incapable de lui venir en aide rapidement. La flotte française est aperçue à nouveau le 13 juillet, au large des îles d'Hyères. Hotham ordonne à ses 23 vaisseaux de ligne de donner la chasse et dans la bataille qui suit, la bataille des îles d'Hyères, l'Agamemnon est, avec le Blenheim, le Captain, le Culloden, le Cumberland, le Defence et le Victory, l'un des rares navires de la Royal Navy à engager la flotte ennemie. Le navire français Alcide « abat ses couleurs » lors de la bataille, mais prend feu et coule. La plupart des autres navires français sont également très endommagés. L'Agamemnon et le Cumberland attaquent un navire de 80 canons lorsque Hotham ordonne à sa flotte de se retirer, permettant aux Français de s'échapper dans le golfe de Fréjus. Hotham est par la suite très critiqué pour cet arrêt de la bataille et est remplacé en tant que commandant en chef de la Mediterranean Fleet par l'amiral John Jervis à la fin de l'année.
Nelson est promu commodore le 11 mars et, le 10 juin 1796, il prend le Captain comme navire amiral, laissant le capitaine John Samuel Smith le remplacer en tant que commandant de l'Agamemnon. Ayant grand besoin de réparations, le navire retourne ensuite en Angleterre.

### Mutinerie
En mai 1797, alors sous le commandement du capitaine Robert Devereux Fancourt, l'Agamemnon est impliqué dans la mutinerie du Nore. Le 29 mai, l'escadre de la mer du Nord se trouvant près de Yarmouth reçoit l'ordre de reprendre la mer. Seuls trois navires de cette escadre, l'Adamant, l'Agamemnon et le Glatton obéissent au signal, mais l'équipage de l'Agamemnon se mutine plus tard et rebrousse chemin. Le navire rejoint le principal lieu de la mutinerie dans le Nore, avec l'Ardent, l'Isis et le Leopard. Les navires atteignent leur destination le 7 juin. Après un blocus de Londres par les mutins, plusieurs navires commencent à déserter la mutinerie et dans de nombreux cas en recevant des tirs des navires restants. L'ordre est finalement rétabli à bord de l'Agamemnon quand des marins loyaux et des Marines expulsent les principaux mutins hors du navire. Le capitaine Fancourt réussit à obtenir un pardon pour l'équipage restant du navire,.
Le 18 mars 1800, l'Agamemnon endommage sa coque quand il heurte les Penmarks Rocks et atteint Falmouth le 25 mars 1800. Sur le chemin vers le port, il rencontre le Childers qui lui apporte son aide et l'accompagne dans le port. Des équipes de deux sloops, du navire de garde Chatham et du château de Pendennis pompent l'eau et l'équipage de l'Agamemnon réussit à arrêter la montée de celle-ci. L'Agamemnon fait ensuite route pour Plymouth pour être réparé. Ce déplacement provoque de nouveau une voie d'eau et la nécessité de pomper. Quand il est au large de Penlee Point, le navire tire un coup de canon pour demander de l'aide puis, quand il atteint Plymouth, il est attaché à un ponton pour éviter le naufrage.

### Première bataille de Copenhague

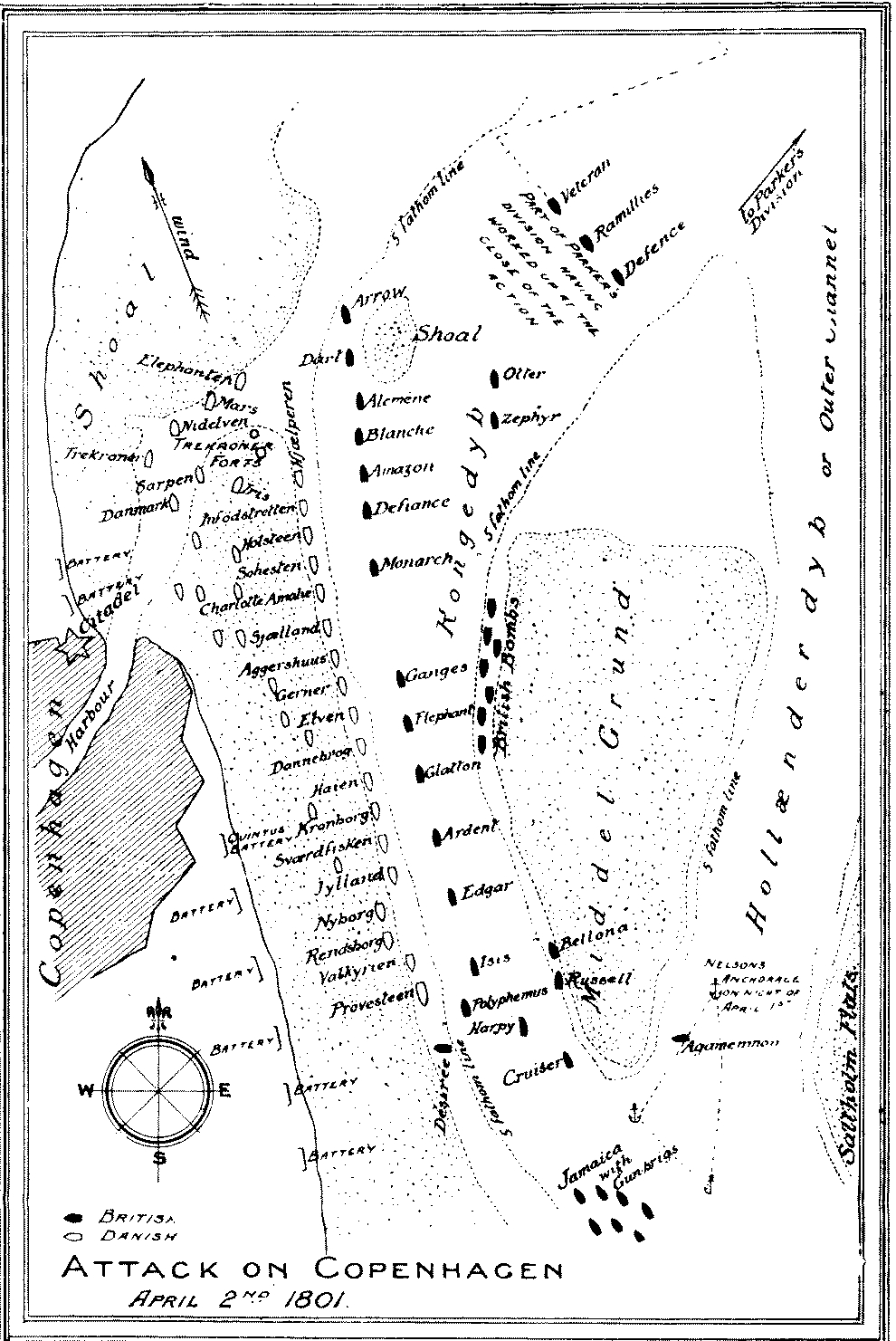
Croquis de la bataille de Copenhague. L'Agamemnon est dans la partie basse à droite.

En réponse à l'évolution de la situation en mer Baltique qui menace en 1801 de priver la Grande-Bretagne de l'approvisionnement par mer dont elle a besoin, l'Agamemnon est envoyé dans une flotte commandée par l'amiral Hyde Parker et le vice-amiral Horatio Nelson pour attaquer le Danemark à Copenhague. Le 2 avril, l'Agamemnon fait partie du groupe de Nelson qui combat à la bataille de Copenhague. Il est placé, après le HMS Edgar, en deuxième position dans la ligne, mais il s'échoue près de Saltholm. Alors que la bataille fait rage autour de lui, l'Agamemnon, avec le Bellona et le Russell également échoués, lance des signaux de détresse. Les trois navires échoués sont finalement remis à flot dans la nuit du 3 avril.
Après la paix d'Amiens qui met fin aux guerres de la Révolution française, l'Agamemnon est mis en cale sèche à Chatham en 1802,.

## Guerres napoléoniennes
L'état général de l'Agamemnon en 1802 est tellement mauvais  qu'il aurait probablement été vendu ou démoli si les hostilités avec la France n'avaient pas recommencé. Au lieu de cela, après l'entrée du Royaume-Uni dans les guerres napoléoniennes, il sort de la réserve navale en 1804 puis est mis en service le 31 juillet , avec à son commandement le capitaine John Harvey, et enfin rejoint la Channel Fleet (« flotte de la Manche ») de l'amiral William Cornwallis.

### Bataille du cap Finisterre
L'Agamemnon fait partie de la flotte du vice-amiral Robert Calder croisant au large du cap Finisterre lorsque, le 22 juillet 1805, la flotte combinée franco-espagnole en provenance des Antilles est aperçue. Les navires britanniques se placent en formation de bataille, avec l'Agamemnon en cinquième position dans la ligne. Les Britanniques engagent la flotte de l'amiral Pierre Charles Silvestre de Villeneuve dans des conditions brumeuses avec des vents légers. L'Agamemnon compte trois blessés dans cette bataille du cap Finisterre et perd une partie de son mât d'artimon et sa voile de misaine. À la nuit tombée, la flotte de Calder s'étant dispersée, il signale l'arrêt des combats,.

### Bataille de Trafalgar

Carte de la bataille de Trafalgar montrant les positions approximatives des deux flottes lorsque la flotte britannique aborde la ligne franco-espagnole. L'Agamemnon est situé dans la première colonne britannique emmenée par le.

Le 17 septembre 1805, après une remise en état à Portsmouth, le capitaine de l'Agamemnon John Harvey est remplacé par le capitaine Edward Berry qui avait notamment commandé le navire amiral de Nelson, le HMS Vanguard, lors de la bataille d'Aboukir. Le 3 octobre, le navire quitte Spithead pour rejoindre la flotte du vice-amiral Nelson qui réalise à Cadix le blocus de la flotte combinée franco-espagnole commandée par de Villeneuve. En route, l'Agamemnon rencontre une escadre française composée de six vaisseaux de ligne et de plusieurs navires plus petits, qui lui donne la chasse. Parvenant à échapper aux Français, l'Agamemnon rejoint le blocus de Nelson le 13 octobre et lorsque ce dernier aperçoit le navire qui s'approche, il s'écrie « Voici venir ce fou de Berry ! Maintenant nous pouvons batailler »,. Le 20 octobre, dans le brouillard, l'Agamemnon capture un brick marchand américain qu'il remorque. Peu de temps après, le HMS Euryalus signale à l'Agamemnon qu'il navigue tout droit vers l'ennemi, car la flotte combinée franco-espagnole commandée par de Villeneuve avait quitté le port.
Le 21 octobre 1805, l'Agamemnon prend part à la bataille de Trafalgar. En huitième position dans la colonne de Nelson, entre l'Orion et le Minotaur. Une fois engagé, le navire parvient notamment à démâter le plus grand navire de la flotte ennemie, le Santísima Trinidad espagnol comptant quatre ponts et plus d'une centaine de canons. Avec 216 morts, le Santísima Trinidad abat ses couleurs pour se rendre et, avant que Berry puisse en prendre possession, l'arrière-garde de la flotte ennemie engage de nouvelles manœuvres après avoir été surprise par la tactique de Nelson. Avec Horatio Nelson agonisant déjà dans le Victory, son second Thomas Hardy ordonne à l'Agamemnon et d'autres navires d'intercepter l'avancée franco-espagnole. Trois navires ennemis rompent la formation et mettent le cap pour Cadix. Après avoir brièvement engagé L'Intrépide, les navires britanniques tentent de couper la trajectoire des fuyards. Au cours de la bataille, l'Agamemnon déplore seulement deux morts et huit blessés.
Après la bataille, l'Agamemnon, malgré une voie d'eau dans sa cale, remorque le Colossus à Gibraltar. Après avoir subi des réparations, le navire rejoint l'escadre du vice-amiral Cuthbert Collingwood, qui avait repris le blocus de Cadix.

### Bataille de San Domingo

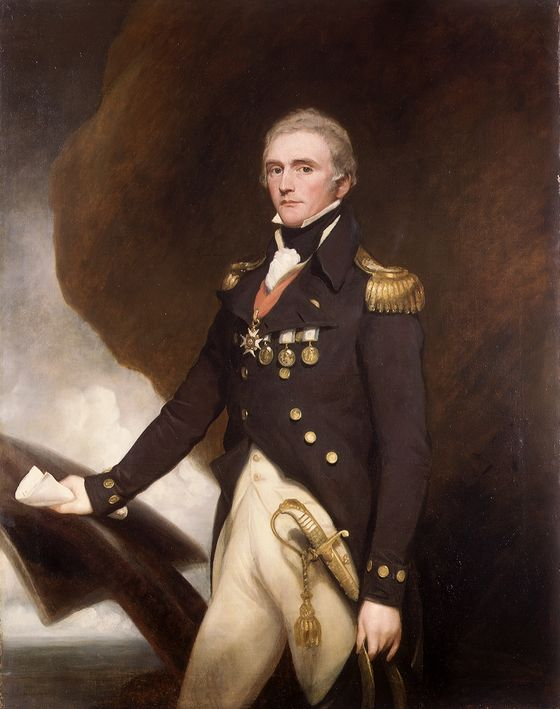
Peinture d'Edward Berry, commandant de l'Agamemnon en 1805-1806 et futur baronnet.

Au début de l'année 1806, l'Agamemnon est avec l'escadre du vice-amiral John Thomas Duckworth dans les Antilles à la poursuite d'une flotte française transportant des troupes à Saint-Domingue. Le 6 février 1806, les deux flottes s'affrontent dans la bataille de San Domingo. L'Agamemnon assiste le Superb, navire amiral de Duckworth, dans sa lutte contre l'Impérial, navire amiral du contre-amiral français Corentin de Leissègues. L'Impérial s'échoue finalement et est détruit.
En octobre, l'Agamemnon escorte un convoi à son retour en Grande-Bretagne.

### Seconde bataille de Copenhague
En 1807, l'Agamemnon fait partie de la flotte de l'amiral John James Gambier envoyée pour prendre le contrôle de la flotte danoise avant qu'elle ne puisse tomber aux mains des Français. Le navire participe à la seconde bataille de Copenhague et comme lors de la première en 1801, il s'échoue. Après sa remise à flot, l'Agamemnon transfère ses canons dans la baie de Køge pour y établir une batterie commune pour assiéger la ville. Les tirs commencent le 2 septembre et durent jusqu'à la reddition des Danois le 7.
En novembre, l'Agamemnon rejoint une escadre pour le blocus de Lisbonne.

### Brésil et perte du navire
En février 1808, l'Agamemnon navigue au Brésil avec le Foudroyant, le navire amiral du contre-amiral William Sidney Smith, où ils sont rejoints par un autre escadron. À Rio de Janeiro, l'Agamemnon apparaît de nouveau très usé, avec du jeu entre les planches de sa coque et certains de ses boulons de charpente brisés. En octobre, lui et le Monarch s'ancrent en baie de Maldonado, dans l'embouchure du río de la Plata. Les deux navires avaient escorté le navire marchand Maria, qui transportait le chirurgien James Paroissien à Montevideo où il participe à une opération charlottiste consistant à enlever l'infante d'Espagne Carlota Joaquina, épouse du roi Jean VI en exil au Brésil et l'installer comme reine de la vice-royauté du Río de la Plata. Lors de cette étape, le Monarch s'échoue ce qui nécessite l'aide de l'Agamemnon. Après avoir appris que Paroissien est emprisonné, les deux navires reprennent la mer, mais sont contraints de retourner dans la baie à cause du mauvais temps. Après le retour des navires à Rio de Janeiro en janvier 1809, le navire est entièrement supervisé par un charpentier de marine qui dresse une longue liste de ses défauts.
Le 16 juin 1809, l'Agamemnon et le reste de l'escadron, désormais sous le commandement du contre-amiral Michael de Courcy, retournent en baie de Maldonado pour la troisième et dernière fois, afin de se mettre à l'abri d'une tempête. En chemin, l'Agamemnon heurte un écueil entre l'île de Gorriti et la rive. Le capitaine du navire Jonas Rose tente en vain d'utiliser les embarcations ainsi que le courant pour emmener le navire au large. On découvre que le navire, qui a jeté l'ancre sur un banc de sable peu avant, a avancé sur elle dans son échouement, et l'ancre a ainsi percé la coque. Le 17 juin, les magasins du navire sont vidés et tout son équipage récupéré par des embarcations en provenance d'autres navires de l'escadre. Le lendemain, le capitaine Rose et ses officiers quittent à leur tour le navire,.
La perte de l'Agamemnon est jugée en cour martiale le 22 juillet 1809 à Rio de Janeiro, à bord du HMS Bedford. Il est constaté que le navire aurait pu être sauvé s'il n'avait pas été dans un si mauvais état général, et le capitaine Rose est logiquement acquitté.

## Postérité
En 1993, l'épave est située au nord de l'île de Gorriti dans la baie de Maldonado. Les expéditions menées par l'archéologue Mensun Bound (en) ont permis de documenter les vestiges et de récupérer un certain nombre d'objets, y compris un sceau portant le nom de « Nelson » et l'un des canons du pont principal du navire.
Le romancier Patrick O'Brian a choisi l'Agamemnon comme l'un des navires sur lesquels le personnage Jack Aubrey a servi comme lieutenant, avant les événements de Maître à bord (1969), le premier roman de la série des Aubreyades. L'Agamemnon fait également l'objet d'au moins deux tableaux de l'artiste britannique Geoff Hunt, président de la Royal Society of Marine Artists.
Pour marquer le bicentenaire de la bataille de Trafalgar en 2005, le Woodland Trust a planté 33 arbres nommés d'après des navires de la Royal Navy qui ont combattu dans la bataille : un pour chacun des 27 vaisseaux de ligne et six autres pour les frégates et les petites embarcations de soutien. Celui pour l'Agamemnon a été planté en novembre 2005 dans le Hampshire, près du chantier naval où il a été construit. 
Après le naufrage de l'Agamemnon en 1809, le nom HMS Agamemnon a été réutilisé par la Royal Navy pour d'autres navires, dont le vaisseau de 2e rang HMS Agamemnon, le cuirassé de la classe Ajax HMS Agamemnon, le cuirassé de la classe Lord Nelson HMS Agamemnon, le mouilleur de mines HMS Agamemnon et le futur sous-marin de la classe Astute HMS Agamemnon.
Enfin, l'Agamemnon Channel dans la région de la Sunshine Coast en Colombie-Britannique, à l'embouchure du Jervis Inlet entre l'île Nelson — nommée elle d'après Horatio Nelson — et la péninsule Sechelt, a été nommé d'après le navire par le capitaine George Henry Richards du HMS Plumper en 1860,.